# 新元史
| 中國二十四史 | 中國二十四史   | 中國二十四史 | 中國二十四史 | 中國二十四史 |
| 次序         | 書名           | 作者         | 作者         |              |
| 次序         | 書名           | 姓名         | 時代         |              |
| ------------ | -------------- | ------------ | ------------ | ------------ |
| 1            | 史记           | 司馬遷       | 西漢         |              |
| 2            | 汉书           | 班固         | 東漢         |              |
| 3            | 后汉书         | 范曄         | 劉宋         |              |
| 4            | 三國志         | 陈寿         | 西晋         |              |
| 5            | 晋书           | 房玄龄等     | 唐           |              |
| 6            | 宋书           | 沈约         | 蕭梁         |              |
| 7            | 南齐书         | 萧子显       | 蕭梁         |              |
| 8            | 梁书           | 姚思廉       | 唐           |              |
| 9            | 陈书           | 姚思廉       | 唐           |              |
| 10           | 魏书           | 魏收         | 北齐         |              |
| 11           | 北齐书         | 李百药       | 唐           |              |
| 12           | 周书           | 令狐德棻等   | 唐           |              |
| 13           | 南史           | 李延寿       | 唐           |              |
| 14           | 北史           | 李延寿       | 唐           |              |
| 15           | 隋书           | 魏徵等       | 唐           |              |
| 16           | 旧唐书         | 刘昫等       | 后晋         |              |
| 17           | 新唐书         | 欧阳修等     | 北宋         |              |
| 18           | 旧五代史       | 薛居正等     | 北宋         |              |
| 19           | 新五代史       | 欧阳修       | 北宋         |              |
| 20           | 宋史           | 脱脱等       | 元           |              |
| 21           | 辽史           | 脱脱等       | 元           |              |
| 22           | 金史           | 脱脱等       | 元           |              |
| 23           | 元史           | 宋濂等       | 明           |              |
| 24           | 明史           | 张廷玉等     | 清           |              |
| 相關         | 東觀漢記       | 劉珍等       | 東漢         |              |
| 相關         | 新元史         | 柯劭忞       | 民國         |              |
| 相關         | 清史稿         | 趙爾巽等     | 民國         |              |
| 相關         | 點校本二十四史 | 顧頡剛等     | 共和國       |              |

《新元史》，由中国清末民初人柯劭忞所作，包括本纪二十六卷，表七卷，志七十卷，列传一百五十四卷。民国九年刊為正史，為二十五史中最晚列入者，二十四史中則未包含此書。
由於明代《元史》編纂工作過於草率，錯誤百出，歷代學者皆呼籲重修元史。柯劭忞以《元史》為底本，利用明清有關元史的研究，例如參考《元經世大典》殘本、《元典章》，又吸收了西方有關蒙古史的研究成果，例如法國的《多桑蒙古史》、波斯人拉施特《史集》等書，參考《四庫全書》未收錄之秘籍及元碑拓本等，以三十年之功，重修新史。
《新元史》於1920年脫稿，內容比《元史》正確詳備，北洋政府總統徐世昌明令列入正史。《新元史》纠正了《元史》中的一些缺失，如速不台与雪不台是一人，完者都与完者拔都是一人，石抹也先与石抹阿辛是一人，《元史》中都列有两传，《新元史》则改正了这个错误。《新元史》中增補了許多列傳，像元末革命中的領袖人物如韓林兒、徐壽輝、張士誠、陳友諒等，《新元史》皆一一列傳。近人李思纯在《元史学》中说：“其书（指《新元史》）兼具全部改造与详备博赡之二种长处。中国元史学之有柯劭忞，正如集百川之归流以成大海，集众土之积累以成高峰。”
但《新元史》也存在一些不足。最明顯的缺點是沒有《藝文志》，而且書中所引用的新資料，都沒有註明出處，以致後人研究元史時，用它的史料深感不便。《新元史》循旧史观念，一味求简，删掉部分歷史材料，采纳《元史》等前任成果之时仍继承了其中的错误，还盲目迷信准确度不高的史料（如《蒙古源流》）和野史，導致以讹传讹。另外，柯劭忞在个别的时间断点上有问题，比如书中帖木儿推翻察合台汗国的时间就值得讨论。

## 内容

### 本紀
1. 本紀第一…序紀
2. 本紀第二…太祖上
3. 本紀第三…太祖下
4. 本紀第四…太宗
5. 本紀第五…定宗
6. 本紀第六…憲宗
7. 本紀第七…世祖一
8. 本紀第八…世祖二
9. 本紀第九…世祖三
10. 本紀第十…世祖四
11. 本紀第十一…世祖五
12. 本紀第十二…世祖六
13. 本紀第十三…成宗上
14. 本紀第十四…成宗下
15. 本紀第十五…武宗
16. 本紀第十六…仁宗上
17. 本紀第十七…仁宗下
18. 本紀第十八…英宗
19. 本紀第十九…泰定帝
20. 本紀第二十…明宗
21. 本紀第二十一…文宗上
22. 本紀第二十二…文宗下、寧宗
23. 本紀第二十三…惠宗一
24. 本紀第二十四…惠宗二
25. 本紀第二十五…惠宗三
26. 本紀第二十六…惠宗四、昭宗

### 表
1. 表第一…宗室世表
2. 表第二…氏族表上
3. 表第三…氏族表下
4. 表第四…三公表
5. 表第五…宰相年表
6. 表第六…行省宰相年表上
7. 表第七…行省宰相年表下

### 志
1. 志第一…曆一
2. 志第二…曆二
3. 志第三…曆三
4. 志第四…曆四
5. 志第五…曆五
6. 志第六…曆六
7. 志第七…曆七
8. 志第八…天文上
9. 志第九…天文下
10. 志第十…五行上
11. 志第十一…五行中
12. 志第十二…五行下
13. 志第十三…地理一
14. 志第十四…地理二
15. 志第十五…地理三
16. 志第十六…地理四
17. 志第十七…地理五
18. 志第十八…地理六
19. 志第十九…河渠一
20. 志第二十…河渠二
21. 志第二十一…河渠三
22. 志第二十二…百官一
23. 志第二十三…百官二
24. 志第二十四…百官三
25. 志第二十五…百官四
26. 志第二十六…百官五
27. 志第二十七…百官六
28. 志第二十八…百官七
29. 志第二十九…百官八
30. 志第三十…百官九
31. 志第三十一…選举一
32. 志第三十二…選举二
33. 志第三十三…選举三
34. 志第三十四…選举四
35. 志第三十五…食货一
36. 志第三十六…食货二
37. 志第三十七…食货三
38. 志第三十八…食货四
39. 志第三十九…食货五
40. 志第四十…食货六
41. 志第四十一…食货七
42. 志第四十二…食货八
43. 志第四十三…食货九
44. 志第四十四…食货十
45. 志第四十五…食货十一
46. 志第四十六…食货十二
47. 志第四十七…食货十三
48. 志第四十八…礼一
49. 志第四十九…礼二
50. 志第五十…礼三
51. 志第五十一…礼四
52. 志第五十二…礼五
53. 志第五十三…礼六
54. 志第五十四…礼七
55. 志第五十五…礼八
56. 志第五十六…礼九
57. 志第五十七…礼十
58. 志第五十八…乐一
59. 志第五十九…乐二
60. 志第六十…乐三
61. 志第六十一…乐四
62. 志第六十二…輿服一
63. 志第六十三…輿服二
64. 志第六十四…輿服三
65. 志第六十五…兵一
66. 志第六十六…兵二
67. 志第六十七…兵三
68. 志第六十八…兵四
69. 志第六十九…刑法上 刑律上
70. 志第七十…刑法下 刑律下

### 列传
1. 列传第一 后妃…烈祖宣懿皇后、太祖光献翼聖皇后（忽鲁渾皇后以下附）、太祖忽蘭皇后（古兒八速皇后以下附）、太祖也遂皇后（察合皇后以下附）、太祖也速干皇后（合答安皇后以下附）、太祖完顔皇后、太宗孛剌合真皇后（昂灰二皇后以下附）、太宗昭慈皇后、定宗欽淑皇后、拖雷妃显懿庄聖皇后、憲宗貞節皇后（也速儿皇后以下附）、世祖帖古伦皇后、世祖昭睿順聖皇后（喃必皇后以下附）、真金太子妃徽仁裕聖皇后、成宗貞慈静懿皇后、成宗卜鲁罕皇后（忽帖泥皇后）、答剌麻八剌元妃昭献元聖皇后、武宗宣慈惠聖皇后（速哥失理皇后以下附）、武宗仁獻章聖皇后、武宗文獻昭聖皇后、武宗伯忽篤皇后、仁宗庄懿慈聖皇后（答里麻失里皇后）、英宗庄静懿聖皇后（牙八忽都鲁皇后以下附）、甘麻剌元妃宣懿淑聖皇后、泰定帝八不罕皇后（亦怜真皇后以下附）、明宗八不沙皇后、明宗真裕徽聖皇后（按出罕皇后以下附）、文宗不答失里皇后、寧宗答里忒迷失皇后、惠宗答納失里皇后、惠宗伯顔忽都皇后、惠宗完者忽都皇后（木纳失里皇后以下附）、附諸公主
2. 列传第二 烈祖諸子…哈撒兒、也生哥、勢都兒、哈准、按只吉带、哈丹、帖木哥斡赤斤、塔察兒、乃颜、別克帖兒、別勒古台、口温不花
3. 列传第三 太祖諸子一…术赤、拔都、伯勒克、忙哥帖木兒、脱脱、月思別、鄂爾達、昔班、土斡耳、托克帖木兒
4. 列传第四 太祖諸子二…察合台、合剌旭烈兀、也速蒙哥、阿鲁忽、博拉克、篤哇、也先不花、怯伯、篤来帖木兒、貝達爾、不里、禿剌、阿剌忒納失里
5. 列传第五 太祖諸子三 拖雷上…旭烈兀、出伯、阿八哈、台古塔兒
6. 列传第六 太祖諸子四 拖雷中…阿魯渾、蓋喀图、合贊、合兒班答、不賽因
7. 列传第七 太祖諸子五 拖雷下…阿里不哥、药木忽儿、拨绰、牙忽都、末哥、濶烈堅、也不干
8. 列传第八 太宗諸子…合失、海都、察八兒、闊端太子、只必帖木兒、別帖木兒、脱脱木儿、闊出太子、失烈门、哈剌察兒、灭里、阿魯灰帖木兒、合丹
9. 列传第九 定宗諸子…忽察、腦忽、禾忽、秃鲁、班秃、阿速台、玉龙答失、撒里蛮、徹徹秃、昔里吉、兀魯思不花、晃火帖木兒
10. 列传第十 世祖諸子上…皇太子真金、甘麻剌、梁王松山、王禪、答剌麻八剌、魏王阿木哥
11. 列传第十一 世祖諸子下…忙哥剌、阿難答、那木罕、忽哥赤、也先帖木爾、把匝剌瓦爾密、愛牙赤、奥魯赤、铁木兒不花、老的、阿忒思納失里、搠思班、党兀班、阔阔出、脱欢、老章、孛羅不花、大聖奴、寬徹不花、和尚、帖木兒不花、蛮子、忽都魯帖木兒、成宗皇太子：德寿、仁宗皇子：兀都思不花、泰定帝諸子：八的麻亦兒間卜、小薛、允丹藏卜、文宗諸子：皇太子阿剌忒納答剌、燕帖古思、太平訥
12. 列传第十二 特薛禪…孛禿、鎖兒哈、忽怜
13. 列传第十三…阿剌兀思剔吉忽里（闊里吉思、术忽难、术安）、巴而术阿而忒的斤亦都護（火赤哈兒的斤、紐林的斤、帖木兒補化、伯颜不花的斤）
14. 列传第十四…札木合、塔而忽台、脱黑脱阿
15. 列传第十五…客烈亦：王罕、桑昆、札合敢不、乃蛮：太陽罕、不月魯克、古出魯克、抄思、別的因
16. 列传第十六…木华黎上（孛魯、塔思、霸都魯、安童、兀都带、拜住）
17. 列传第十七…木華黎下（速渾罕、乃燕、碩德、別里哥帖木兒、相威、撒蛮、脫脫、朶兒只、朶兒直班、乃蛮台、带孫、忽图鲁、塔塔兒台）
18. 列传第十八…博尔术（玉昔帖木兒、阿魯图、紐的該） 博爾忽（布而古兒、月赤察兒、塔剌海、𠇗頭、塔察兒、密里察而、宋都台、伯里閣不花）赤老温（察剌、脱帖穆兒、月魯不花、阿剌罕、健都班）
19. 列传第十九…速不台、兀良合台、阿术、卜怜吉歹、也速䚟儿
20. 列传第二十…者勒蔑、也孫帖額、忽必来、者別
21. 列传第二十一…术赤台、怯台、哈答、畏答儿、博罗欢、伯都
22. 列传第二十二…答阿里台、蒙力克、脱栾、伯八兒、闊闊出、豁兒赤兀孫、察合安不洼、納牙阿
23. 列传第二十三…忽都虎、曲出、闊闊出、察罕、木華黎、塔出、亦力撒合、立智理威、韓嘉訥
24. 列传第二十四…耶律楚材、铸、希亮、有尚
25. 列传第二十五…亦魯該、阿勒赤、忽難、迭該、古出古兒、木勒合勒忽、布拉忽兒、汪古兒、者歹、朶豁勒忽、哈剌察兒、闊闊搠思、豁兒豁孫、蒙古兀兒、客帖、木格、速亦客秃、种索、轻吉牙歹、塔亦兒、阿兒孩合撒兒、八剌撦兒必、八剌斡羅納兒台、掌吉、帖木兒、蔑格禿、合答安、薛亦兀兒、也客捏兀隣、朶歹、晃答豁兒、速客孩、晃孩、合兒忽答、別都温、赤歹、朶兒伯多黑申、附朶羅阿歹等十又七人
26. 列传第二十六…乞失里黑、巴歹、塔里察、抄兀兒、哈散納、紹古兒、忽都虎、铁邁赤、虎都铁木禄、塔海、拜延八都魯、紐兒傑、布智兒、唵木海、忒木台兒、抄兒、純只海、帖古迭兒、大達里、咬住
27. 列传第二十七…闊闊不花、按札兒（忙漢、拙赤哥）、肖乃台（抹兀答兒、兀魯台、脱落合察兒）、吾也而、拔不忽、槊直腯魯華（撒吉思卜華、明安答兒）、乃丹、忒木台（奥魯赤、脱桓不花）
28. 列传第二十八…阿剌浅、阿剌瓦而思、不別、斡都蛮、哈只哈心、昔思鈐部、愛魯、小鈐部、趙阿哥潘、重喜、塔本、阿里乞失铁木兒、迭里威失、鎖咬兒哈的迷失、曷思麦里
29. 列传第二十九…札剌亦兒台豁兒赤、塔出、阿只乃、怀都、塔孩拔都兒、阿塔海、速哥、忽蘭、失魯孩、麦里、昔里吉思
30. 列传第三十…鎮海、粘合重山、粘合南合、牙剌洼赤、馬思忽惕、劉敏、王德真、楊惟中、孛魯欢、也先不花、答失蛮、按攤、阿荣、搠思監、忙哥撒兒、伯答沙
31. 列传第三十一…耶律留哥、薛闍、收国奴、古乃、善哥、蒲鮮万奴、王珣、王荣祖
32. 列传第三十二…耶律阿海、禿花、禿满答兒、忙古带、移剌捏兒、買奴、石抹也先、査剌、庫禄满、石抹明安、咸得卜、石抹孛迭兒、石抹海住、石抹世昌、耶律忒末、耶律天祐
33. 列传第三十三…仳里伽貼木兒、岳璘貼木兒、都爾弥勢、哈剌普華、偰文質、偰列篪、撒吉思、答理麻、哈剌阿思蘭都大、塔塔統阿、玉笏迷失、力渾迷失、哈剌亦哈北魯、阿隣貼木儿、沙剌班、世傑班、野里术、铁哥术、孟速思、阿失貼木兒、八丹、阿散、亦輦真、昔班、斡羅思密
34. 列传第三十四…严实、严忠济、严忠嗣、严忠范、王玉汝、張晋亨、張好古、齐荣显、岳存、王德禄、信亨祚、畢叔賢、閻珍、孫慶、齐珪、齐秉節
35. 列传第三十五…史秉直、史進道、史天倪、史楫、史权、史元亨、史天安、史枢、史天泽、史格、史耀、史天祥
36. 列传第三十六…张柔、張宏彦、張宏略、張宏范、張珪
37. 列传第三十七…張榮、張邦傑、張宏、張宓、劉鼎、張迪、張福
38. 列传第三十八…董俊、董文炳、董士元、董士選、董文蔚、董文用、董士廉、董文直、董文忠、董士珍、董守中、董守簡、董士良、董士恭
39. 列传第三十九…汪世显、汪忠臣、汪德臣、汪良臣、汪惟正
40. 列传第四十…石珪、石天禄、王珍、王文干、楊傑只哥、劉通、劉復亨、劉淵、劉斌、劉思敬、趙柔、趙晟、耿福、耿继元
41. 列传第四十一…張子良、張懋、王檝、高宣、高天錫、塔失不花、邸順、邸浹、邸琮、邸泽、張全、張思忠、匡才、匡国政、鮮卑仲吉、焦德裕、李邦瑞、唐慶、張羽、王鈞
42. 列传第四十二…趙天錫、趙賁亨、趙瑨、趙秉温、趙秉正、趙迪、趙椿龄、贾塔剌渾、贾六十八、喬惟忠、袁湘、王兆、劉会、趙祥、聶珪、靳和、靳用、王守道、李伯佑、楊彦珍、吴信、段直、楊珪、周献臣、梁成
43. 列传第四十三…劉伯林、劉黑馬、劉元振、劉元礼、夾穀常哥、忙古带、郭宝玉、郭德海、郭侃、石天应、石安琬
44. 列传第四十四…李守賢、李彀、李伯温、李守正、李守忠、何实、劉亨安、劉世英、薛塔剌海、四家奴、高鬧兒、高元長、滅里乾、王義、奥敦世英、奥敦保和、奥敦希愷、奥敦希尹、田雄、史千、張拔都、忙古歹、张世泽、張荣、张君佐、孫威、孫拱
45. 列传第四十五…郝和尚拔都、郝天挺、何伯祥、何瑋、王善、王慶端、梁瑛、梁天翔、杜丰、杜思明、杜思忠、杜思敬、王玉、王忱
46. 列传第四十六…按竺迩、車里、步魯合答、国宝、趙世延、野峻台、阿巴直、月乃合、馬潤、馬祖常
47. 列传第四十七…綽兒馬罕、希拉們、貝住、岱爾拔图、也速台兒、脱忽察兒、图格察兒、速客图、撒里、成帖木兒、庫而古司、阿兒渾、尼佛魯慈
48. 列传第四十八…常咬住、普蘭奚、常普化、奥屯世英、奥屯貞、也黑迭兒、石抹明里、劉哈剌八都魯、许国祯、許扆、韓麟
49. 列传第四十九…月里麻思、塔不已兒、重喜、怯怯里、相兀速、孛罕、忽都、苫徹拔都兒、哈八兒禿、察罕、阿兒思蘭、阿散真、失剌拔都兒、口兒吉、阿老瓦丁、亦思馬因、失里伯、拜延、合剌江、坤都岱、烏克岱、勖实带、只兒哈郎、禿魯不花、咬住哥
50. 列传第五十…田嗣叔、田子成、孟德、孟義、鄭義、鄭江、鞏彦暉、鞏信、劉恩、石高山、隋世昌、賀祉、楚鼎、張均、王昔剌、王寧、李天祐
51. 列传第五十一…杭忽思、阿塔赤、伯答兒、拔都兒、別吉連、帖赤、帖木兒脱欢、帖木兒不花、忽都思、和尚、千奴、葉仙鼐、帖哥朮探花愛忽赤、脱力世官、也罕的斤、旦只兒、脱欢、勃蘭奚、怯烈、月举連赤海牙、也速䚟兒、昔都兒、闊里吉思、伯行、铁連、謨克博羅
52. 列传第五十二…賽典赤贍思丁、納速拉丁、烏馬兒、忽辛、布魯海牙、廉希憲、廉希賢、廉惠山海牙、闊闊、堅童
53. 列传第五十三…高智耀、高睿、高納麟、李楨、劉容、闊闊出、脱欢、朶兒赤、仁通、暗伯、亦憐真班
54. 列传第五十四…劉秉中、劉秉恕、張文謙、竇默、姚枢、姚煒、姚燧
55. 列传第五十五…商挺（商琥、商琦）、趙良弼、楊果、宋子貞、趙璧、張雄飛
56. 列传第五十六…伯顔、相嘉失里
57. 列传第五十七…阿里海涯、貫雲石、阿剌罕、也速迭兒、忙兀台、完者拔都
58. 列传第五十八…昂吉兒、哈剌䚟、忽剌出、葉諦弥实、塔里赤、沙全、謁只里、囊加歹
59. 列传第五十九…李庭、劉国傑
60. 列传第六十…李忽蘭吉、鄭鼎、鄭甫、鄭昂霄、鄭制宜、鄭阿兒思蘭、李進、石抹按只、石抹不老、鄭温、鄭釭、鄭銓、石抹乞兒、石抹狗狗
61. 列传第六十一…紐璘、也速答兒、囊加台、答失八都魯、孛羅帖木兒、速哥、探馬赤、塔海帖木兒
62. 列传第六十二…張興祖、寧玉、張荣实、張玉、呂德、朱国宝、吴佑、吴安民、梁禎、張泰亨、張继祖、張珍、王守信、皇毅、靳忠、蔡珍、韓進、劉用世、劉世恩、劉世英、苏津、王均、季庭璋
63. 列传第六十三…張禧、張宏綱、賈輔、賈文備、王国昌、王通、解誠、趙匣剌、孔元、張洪、趙伯成、虎益、張万家奴、張孝忠、郭昂、郭嘉、綦公直、忙古台、完顏石柱、程介福、張立
64. 列传第六十四…游显、賈居貞、賈鈞、趙炳、李德輝、呂𡌳、張德輝、馬亨、何荣祖、程思廉
65. 列传第六十五…郝经、苟宗道
66. 列传第六十六…陳祜、陳思謙、陳天祥
67. 列传第六十七…許衡、許師敬、劉因、吴澄、吴当
68. 列传第六十八…李冶、朱世傑、楊恭懿、王恂、郭守敬、齐履謙
69. 列传第六十九…張庭珍、張庭瑞、張立道、梁曾、李克忠、李稷
70. 列传第七十…郭汝梅、張炳、袁裕、孟祺、王庭玉、劉好礼、李元、張礎、陳元凱、許楫、孫显、王显祖
71. 列传第七十一…李秉彞、覃澄、謝仲温、姜彧、高源、韓政、馮岵、胡祗遹、王綱、王思聪、曹世貴、詹士龙、高良弼、白棟、孫泽、孫良楨、趙宏偉、趙璉、趙琬
72. 列传第七十二…賀仁傑、賀勝、太平、也先忽都、賈昔剌、丑妮子、虎林赤、禿堅不花、呂合剌、呂天麟、呂天祺
73. 列传第七十三…洪福源（洪茶丘、洪君祥、洪万）、王綧（阿剌帖木兒、兀愛）
74. 列传第七十四…楊大淵、楊文安、劉整、劉垓、夏貴、呂文煥、呂師夔、范文虎、管如德、王勣翁、王都中、朱煥、朱霽、陳奕、陳嵒、蒲寿庚、馬成龙、周全
75. 列传第七十五…伯帖木兒、玉哇失、哈答孫、塔海、乞台、哈賛赤、答答呵兒、答失蛮、曷剌、不花、明安、忽林失、徹里
76. 列传第七十六…土土哈、床兀兒、燕帖木兒、撒敦、唐其勢
77. 列传第七十七…唆都（百家奴）、李恒（李世安）、来阿八赤、樊楫（李天祐、唐琮）
78. 列传第七十八…史弼、高興、亦黑迷失
79. 列传第七十九…朱清、張瑄、張文虎、黄真、劉必显、羅璧、黄頭、咬童
80. 列传第八十…崔斌、宋欽其、劉宣、秦長卿、楊居寬、楊居簡、楊朶兒只、教化、不花、蕭拜住
81. 列传第八十一…姚天福、崔彧
82. 列传第八十二…王磐、李昶、劉肃、劉賡、王鶚、徐世隆、孟攀鱗
83. 列传第八十三…張惠、石天麟、楊湜、張昉、張天佑、高觿、張九思、郝彬、王伯勝
84. 列传第八十四…尚文、李謙、王約、張升
85. 列传第八十五…王惲、王遜志、高鸣、王思廉、荊玩恒、馬紹、閻復、王倚、高克恭、夾穀之奇、臧夢解、燕公楠、白恪、李衎、張伯淳
86. 列传第八十六…程鉅夫、袁桷
87. 列传第八十七…趙孟頫（趙與𤍟、趙大訥）、葉李
88. 列传第八十八…王搆、王士熙、王士点、魏初、劉敏中、宋道、焦養直、楊桓、尚野、尚師簡、李之紹、謝端、曹鑒
89. 列传第八十九…安藏、迦魯納答思、大乘都、唐仁祖、潔实弥爾、兀玉笃实、脱烈海牙、燕只不花、忙兀的斤、普顔
90. 列传第九十…趙天麟、鄭介夫
91. 列传第九十一…陸耉、李拱辰、潘泽、李廷、王道、郭郁、任仁发、苗好謙、韓沖中
92. 列传第九十二…陳思济、梁貞、申屠緻遠、雷膺、徐毅、滕安上、蕭泰登、張完、权秉忠、王興祖、黄肯播
93. 列传第九十三…李元礼、趙璧、秦起宗、席郁、韓国昌、韩元善、董納、趙師魯、于欽、宋翼、楊按札爾不花、楊煥、胡彞
94. 列传第九十四…和礼霍孫、完泽、阿魯渾薩里、岳柱、徹里、禿忽魯
95. 列传第九十五…哈剌哈孫、不忽木、回回、巙巙
96. 列传第九十六…铁哥、乞台普济、也克吉兒、斡羅思、博羅不花、慶童、愛薛、曲枢、伯都、伯帖木兒、脱虎脱、三宝奴、察罕
97. 列传第九十七…阿沙不花、亦納脱脱（铁木兒塔識、達識帖睦迩、伯撒里）
98. 列传第九十八…李孟、敬儼、郭貫、劉正、王毅、高昉
99. 列传第九十九…張孔孫、張養浩、曹伯啓、王寿、謝讓、吴元珪、暢師文、曹元用
100. 列传第一百…王利用、劉事義、郭明德、馬煦、韓若愚、尉迟德誠、劉德温、吴鼎、劉潤、陳端、卜天璋、王艮、吴恭祖、宋崇禄
101. 列传第一百一…旭邁傑、倒剌沙
102. 列传第一百二…阿礼海涯、脱因納、和尚、剌剌拔都兒、教化、者燕不花、万家驢、闍里帖木兒、兀魯思
103. 列传第一百三…元明善、鄧文原、虞集、虞槃、揭傒斯（揭汯）、黄溍、欧陽玄
104. 列传第一百四…梁德珪、張思明、陳顥、傅嵒起、王士宏
105. 列传第一百五…張起嵒、許有壬、宋本（宋褧）、王結、仇浚、王思誠
106. 列传第一百六…脱脱（合剌章）
107. 列传第一百七…徹里帖木兒、別兒怯不花、定住、太不花、劉哈剌不花、老的沙
108. 列传第一百八…貢奎、貢師泰、王守誠、李好文、孛朮魯翀、孛朮魯遠、苏天爵、吴直方、吴莱、楊瑀、逯魯曾、曾福仲、劉聞、張翥、周伯琦、孔克堅
109. 列传第一百九…王克敬、崔敬、韓鏞、蓋苗、歸旸、徐奭
110. 列传第一百十…呂思誠、武祺、成遵、賈魯
111. 列传第一百十一…奕赫扺雅爾丁、野訥、回回、赡思、自当、篤列图、完者都、達里麻識里、丑的
112. 列传第一百十二…月魯帖木兒、卜顔帖木兒、道童、達里麻識理、也速
113. 列传第一百十三…李士贍、張楨、陳祖仁
114. 列传第一百十四…李黼、韓準、泰不華、樊執敬、汪泽民、福寿、賀方、褚不華、普化帖木兒、劉鶚
115. 列传第一百十五…董摶霄、余闕
116. 列传第一百十六…星吉、石抹宜孫、邁里古思、囌友龙、也兒吉尼、陳有定
117. 列传第一百十七…察罕帖木兒、扩廓帖木兒、李思齐、老保、魏賽因不花、关关、关保、劉則礼
118. 列传第一百十八…信苴日、楊漢英、宋阿重、楊完者、曾華
119. 列传第一百十九…李璮、王文統
120. 列传第一百二十…阿合馬、盧世荣、桑哥、要束木
121. 列传第一百二十一…铁木迭兒、铁失、伯顔、哈麻、雪雪
122. 列传第一百二十二…韓林兒、張士誠
123. 列传第一百二十三…徐寿輝、陳友諒、陳理、明玉珍、明昇
124. 列传第一百二十四…方国珍、何真、邵宗愈、李质、陳均義、陳舜隆、陳良玉、欧普祥、鄧克明、熊天瑞、王宣、王信
125. 列传第一百二十五…帖木兒
126. 列传第一百二十六…循吏 刘义、谢天吉、赵振玉、黄顺翁、仓振、曾冲子、张耕、葛荣、齐克中、赵志、阎从、王琚仁、杜处愿、刘济、周惠、李英、許維禎、王德亮、田滋、王安贞、邢裕、邢秉仁、徐泰亨、陈春、耶律伯坚、陈楚仙、刘辉、柯谦、柯九思、王肖翁、卢克治、赵良辅、陈炎酉、于宏毅、孙天正、燕立帖木儿、谙都剌、杨景行、干文传、林兴祖、观音奴、周自强、白景亮、夏日孜、聂以道、卢琦、王大中、野仙不华、邹伯颜、刘秉直、许义夫、郭思恭、合剌不花、罗文焕、李惟闰、叶森、孔涛、林泉生、缪思恭
127. 列传第一百二十七…忠義一 攸哈剌拔都、任志、刘天孚、阚文兴、张桓、萧景茂、侯彦直、布景龙、毛铎、祝兴可、樊复、张怀德、刁代、李纯、董文彦、韩心渊、周宏、李齐、周喜同、塔不台、韩因、卞琛、卞小十、李仲亨、乔彝、张岩起、吴德新、王佐、颜瑜、王士元、杨朴、孙撝、石普、盛昭、杨乘、纳速剌丁、胡善
128. 列传第一百二十八…忠義二 鄭玉、全普庵撒里、哈海赤、王榮忠、周鏜、謝一魯、聶炳、明安達爾、劉耕孫、劉燾孫、劉碩、劉興孫、俞述祖、桂完澤、金德、丑閭、孛羅帖木兒、馬哈失力、彭庭堅、王伯顏、王相、王楨、陳陽盈、劉濬、朵裡不花、達蘭不花、哈乞、陳君用、卜理牙敦、潮海、民安圖、黃紹、黃雲、胡斗元、魏中立、章善
129. 列传第一百二十九…忠義三 王翕、朵儿直班、高文鼎、解子元、罗启南、姜天佑、钱鹤皋、梁曾甫、孔昺、邓可贤、张恒、张友明、周仁、陈元善、雷灿、叶景仁、叶隽、李铉、马哈麻、罗良、陈端孙、张进九、赵观光、潘伯修、周诚德、刘公宽、王铨、刘良、刘溶、杨椿、李棠卿、邹世闻、刘受二、陈谦、陈训、李清七、李清八、林梦正、夏璿、普元理、汤自愿、汪伯正、江日新、程择、许晋、刘元谟、杨居仁、脱脱、张升、舒泰、张远、陈无吝、黄复圭、黄翊、杨本岩、彭继凯、萧同善、陈新、冯文举、郭景杞、尚景仁、束良曾、刘以忠、神保、邢飞翰、张仲仁、张名德、齐郁、邓祖胜、张士谦、吴讷、陶起祖、驴儿、达德、柏帖木儿、迭里弥实、獲獨步丁
130. 列传第一百三十…忠義四 伯颜、朱春、谷廷珪、买住、张凤仪、张万里、熊义山、罗邦佐、曹彦可、陈道夫、梅实、吕复、堵简、囊果歹、完者都、赵资、周冕、刘公礼、罗辉、王成、游宏道、罗武德、王英、普颜不花、申荣、闵本、拜住、赵宏毅、赵恭、张正蒙、徐猱头、堇哻、邓烈、朴赛因不花、张庸、段祯、郭庸、丁好礼、朱公选、孙德谦、叶兰、张昶、伯颜子中、王翰、蔡子英、狄琮、夏侯尚元
131. 列传第一百三十一…儒林一 赵复、砚弥坚、金履祥、卫益富、張𩓣、胡炳文、程直方、许谦、张枢、吕洙、薛玄、马道贯、吕溥、陈庾、潘迪、牟应龙、熊朋来、车若绾、徐之纲、胡一桂、戴良齐、熊禾、马端临、胡三省、俞琰、李简、刘德渊、薛元、宰沂、何中、董朴、荣肇、萧㪺、韩择、侯均
132. 列传第一百三十二…儒林二 黄超然、陈应润、王野翁、谢仲直、钱义方、丁易东、陶元干、王申子、任士林、赵采、徐之祥、魏新之、吴霞举、邱富国、郑仪孙、董真卿、张理、程龙、程焕、吴迂、雷光霆、陈深、吴鄹、刘整、陈宏、史蒙卿、周鼎、杨璲、夏泰亨、刘瑾、王天与、王充耘、黄景昌、俞皋、鲁震、熊复、毛应龙、乌冲、黄泽、安熙、焦悦、同恕、第五居仁、敖继公、邱葵、孟文龙、秦玉、吴师道、王余庆、陈普、韩性、熊良辅、陈栎、保八、曹元博、吴仪、武恪
133. 列传第一百三十三…儒林三 刘庄孙、刘彭寿、林起宗、戚崇增、程端礼、程端学、倪渊、陈澔、陈师凯、刘友益、冯翼翁、彭丝、宇文公谅、史季敷、赵有桂、闻人梦吉、陈刚、陈樵、牟楷、程时登、程复心、史伯璿、詹道传、黄景星、曾贯、周仁荣、周仔肩、孟梦恂、钟律、黄清老、单庚金、俞汉、朱公迁、朱隐老、刘霖、陈谟、周闻孙、邵光祖、俞燮元、赵汸、江克宽
134. 列传第一百三十四…文苑上 楊奐、員擇、陸文圭、梁益、劉辰翁、黃圭、羅志仁、周密、盧摯、戴表元、陳孚、洪希文、龔璛、宋無、白珽、劉應龜、元淮、袁易、袁泰、鮮于樞、鄭滁孫、鄭陶孫、姚應鳳、謝暉、吾邱衍、仇遠、楊載、楊剛中、李桓、劉詵、龍仁夫、劉岳申、陳旅、程文、陳繹曾、李泂、柳貫、李孝光、朱文霆、周馳、朱德潤、顧輝、馬瑩、黃叔英、吳福孫、胡渭、李存
135. 列传第一百三十五…文苑下 萨都剌、周权、陈泰、黄许、杨士弘、万白、辛敬、周贞、郑大同、史公廷、傅若金、李康、迺贤、黄玠、何失、程以临、王逢、蒲道源、岑安卿、谢宗可、郑元佑、胡天游、周霆震、吴定翁、孙辙、郭钰、舒頔、李祁、王礼、戴良、吴海、王冕、钱惟善、张昱、陶宗仪、顾德辉、郭翼、杨维桢、张宪、张雨、丁鹤年、倪瓒、黄公望、吴镇、王蒙
136. 列传第一百三十六…篤行上 田喜、缪伦、祖浩然、徐师颜、陈斗龙、胡景清、颜应佑、赵应祥、周古象、王闰、郭道卿、郭佐卿、郭廷炜、萧道寿、郭狗狗、张闰、苪世通、丁煦、向存义、田改住、宁猪狗、移剌李家奴、樊渊、赖禄孙、刘德泉、朱显、吴思达、朱汝谐、郭回、孔全、张子夔、杨一、张本、张庆、元善、却祥、赵毓、胡光远、庞遵、陈韶孙、李忠、吴国宝、李茂、羊仁、黄觉经、章卿孙、俞全、李鹏飞、彻彻、王初应、施合德、石明三、郑文嗣、郑大和、郑钦、王荐、郭全、刘德、马押忽、杨皞、丁文忠、邵敬祖、李彦忠、郭成、扈铎、孙秀实、李子敬、宗杞、赵荣、吴道直、余丙、徐钰、尹莘、孙希贤、卜胜荣、刘廷让、刘通、黄镒、丁祥一、张旺舅、张思孝、杜佑、长寿、梁外僧、孙瑾、吴希曾、張恭、訾汝道、赵一德
137. 列传第一百三十七…篤行下 姚仲實、夏永慶、黃一清、祝大昌、葉以清、秦玉、王庸、黃贇、劉琦、劉源、陸思孝、姜兼、胡伴侶、王士宏、何從義、哈都赤、高必達、曾德、王思聰、黃道賢、史彥斌、張紹祖、李明德、張緝、魏敬益、湯霖、孫抑、石永、王克己、劉思敬、呂祐、周樂、唐轂
138. 列传第一百三十八…隐逸 张特立、郑思肖、谢翱、吴思齐、方凤、唐钰、林景熙、王炎午、张宏毅、龚开、汪元量、孙潼发、赵友钦、陆钊、张庆之、王义端、王昌世、杜瑛、杜本、王鉴
139. 列传第一百三十九…方技 田忠良、靳德进、李俊民、张康、廖应淮、傅立、周仲高、李国同、李杲、罗天益、窦行冲、朱震亨、王履、刘岳、阿尼哥、刘元、朱玉、李时
140. 列传第一百四十…释老 八思巴、胆巴、必兰纳识里、丘处机、马钰、谭处端、刘处元、王处一、郝大通、孙不二、康泰真、祁志诚、张宗演、张留孙、吴全节、酈希成、张清志、萧辅道、李居寿、莫起炎
141. 列传第一百四十一…列女上 范妙元、馮淑安、趙哇兒、馬瑞香、朱淑信、葛妙真、脫脫尼、朱錦哥、王安哥
142. 列传第一百四十二…列女中 陳淑真、丁月娥、劉冀之、胡妙端、梁王女阿盖公主、張春兒、吳妙寧、周芙、張貞、吳良正、費元璓
143. 列传第一百四十三…列女下 湯婍、禹淑靖、劉翠哥、李賽兒、陶宗媛、安正同
144. 列传第一百四十四…宦者 李邦宁、张仲翥、野先帖木儿、赵伯颜不花、朴不花
145. 列传第一百四十五 云南湖广四川等处蛮夷…云南溪洞諸蛮、大理金齿蛮、羅羅斯、車里、烏撒烏蒙車川芒部、禄余八番順元諸蛮、田万頃、宋隆济、广西上下江諸蛮、黄聖許、岑毅、海北海南諸蛮、四川溪洞諸蛮
146. 列传第一百四十六 外国一…高麗
147. 列传第一百四十七 外国二…日本
148. 列传第一百四十八 外国三…安南
149. 列传第一百四十九 外国四…緬、暹羅、八百媳婦
150. 列传第一百五十 外国五…占城、爪哇、流求、島夷諸国
151. 列传第一百五十一 外国六…西域上
152. 列传第一百五十二 外国七…西域下（角兒只、羅馬、小阿昧尼亚、阿特而佩占、克兒漫、海拉特、土耳基、印度）
153. 列传第一百五十三 外国八…木剌夷、報達、西里亚
154. 列传第一百五十四 外国九…斡羅斯（欽察、康里、馬札兒、波蘭）

## 关联条目
- 二十四史
- 元史
- 元史類編
- 元史譯文証補
- 多桑蒙古史
- 蒙兀兒史記

## 延伸阅读
[在维基数据编辑]
 在维基文库阅读本作品原文（ 在维基共享资源阅览影像）